# Бушнелл (Південна Дакота)
Бушнелл (англ. Bushnell) — місто (англ. town) в США, в окрузі Брукінґс штату Південна Дакота. Населення — 71 особа (2020).

## Географія
Бушнелл розташований за координатами 44°19′40″ пн. ш. 96°38′32″ зх. д. / 44.32778° пн. ш. 96.64222° зх. д. (44.327705, -96.642202).  За даними Бюро перепису населення США в 2010 році місто мало площу 1,83 км², уся площа — суходіл.

## Демографія
Згідно з переписом 2010 року, у місті мешкало 65 осіб у 28 домогосподарствах у складі 18 родин. Густота населення становила 35 осіб/км².  Було 32 помешкання (17/км²).
Расовий склад населення:
| - 90,8 % — білих - 7,7 % — корінних американців |

До двох чи більше рас належало 1,5 %. Частка іспаномовних становила 0,0 % від усіх жителів.
За віковим діапазоном населення розподілялося таким чином: 23,1 % — особи молодші 18 років, 64,6 % — особи у віці 18—64 років, 12,3 % — особи у віці 65 років та старші. Медіана віку мешканця становила 43,6 року. На 100 осіб жіночої статі у місті припадало 109,7 чоловіків;  на 100 жінок у віці від 18 років та старших — 92,3 чоловіків також старших 18 років.
Середній дохід на одне домашнє господарство  становив 51 805 доларів США (медіана — 45 714), а середній дохід на одну сім'ю — 63 296 доларів (медіана — 62 188). Медіана доходів становила 33 929 доларів для чоловіків та 21 964 долари для жінок. За межею бідності перебувало 18,0 % осіб, у тому числі 0,0 % дітей у віці до 18 років та 0,0 % осіб у віці 65 років та старших.
Цивільне працевлаштоване населення становило 60 осіб. Основні галузі зайнятості: виробництво — 36,7 %, освіта, охорона здоров'я та соціальна допомога — 33,3 %, роздрібна торгівля — 8,3 %, мистецтво, розваги та відпочинок — 8,3 %.